# Crown Jewel (2018)
Crown Jewel (2018) – gala wrestlingu wyprodukowana przez federację WWE dla zawodników z brandów Raw i SmackDown. Odbyła się 2 listopada 2018 w King Saud University Stadium w Rijadzie w Arabii Saudyjskiej. Emisja była przeprowadzana na żywo za pośrednictwem WWE Network oraz w systemie pay-per-view. Była to pierwsza gala w chronologii cyklu Crown Jewel.
Na gali odbyło się dwanaście walk, w tym jedna podczas pre-show. W walce wieczoru, reprezentanci D-Generation X (Triple H i Shawn Michaels) pokonali The Brothers of Destruction (Kane’a i The Undertakera). W przedostatniej walce, Shane McMahon pokonał Dolpha Zigglera, aby wygrać finał turnieju WWE World Cup. W innych ważnych walkach The Bar (Cesaro i Sheamus) zachowali SmackDown Tag Team Championship w walce z The New Day (reprezentantami przez Big E i Kofiego Kingstona). AJ Styles zachował WWE Championship w walce z Samoa Joe oraz Brock Lesnar pokonał Brauna Strowmana aby wygrać zwakowane Universal Championship.

## Produkcja
Crown Jewel oferowało walki profesjonalnego wrestlingu z udziałem różnych wrestlerów należących do brandów Raw i SmackDown spośród istniejących oskryptowanych rywalizacji i storyline’ów. Kreowane są podczas cotygodniowych gal Raw i SmackDown Live. Wrestlerzy są przedstawieni jako heele (negatywni, źli zawodnicy i najczęściej wrogowie publiki) i face’owie (pozytywni, dobrzy i najczęściej ulubieńcy publiki), którzy rywalizują pomiędzy sobą w seriach walk mających budować napięcie. Kulminacją rywalizacji jest walka wrestlerska lub ich seria.

### Rywalizacje
Na SummerSlam Brock Lesnar obronił Universal Championship przeciwko Romanowi Reignsowi. Przed rozpoczęciem walki Braun Strowman wyszedł i ogłosił, że zrealizuje swój kontrakt Money in the Bank na zwycięzcę. Jednak podczas walki Strowman został ubezwłasnowolniony przez Lesnara, co uniemożliwiło mu wykorzystanie kontraktu. Odwrócenie uwagi pozwoliło Reignsowi pokonać Lesnara i zdobyć mistrzostwo, kończąc 504-dniowe panowanie Lesnara. Następnej nocy na odcinku Raw, generalny menadżer Raw, Kurt Angle, powiedział adwokatowi Lesnara, Paulowi Heymanowi, że chociaż Lesnar miał kontraktowy rewanż, nie miałby on miejsca na czas nieokreślony, ponieważ wolał mistrza walki, takiego jak Reigns. W następnym tygodniu Strowman ogłosił, że będzie wykorzystywał kontrakt przeciwko Reignsowi na Hell in a Cell w strukturze o tej samej nazwie. Podczas gali, Lesnar wtrącił się w mecz, kopiąc w drzwi klatki i atakując obu, uniemożliwiając im kontynuowanie, co doprowadziło do rozstrzygnięcia walki no contestem, a Reigns zachował mistrzostwo. Następnej nocy na odcinku Raw, zarówno Reigns, jak i Strowman wezwali Lesnara, w wyniku czego pełniący obowiązki generalnego menadżera Raw, Baron Corbin, zaplanował pojedynek Triple Threat między Reignsem, Strowmanem i Lesnarem o Universal Championship w Crown Jewel. Jednak 22 października na odcinku Raw Reigns zrezygnował z tytułu po ogłoszeniu, że jego białaczka, która była w stanie remisji od końca 2008 roku powróciła. To zmieniło zaplanowany Triple Threat match w pojedynek pomiędzy Lesnarem i Strowmanem o zwakowany tytuł.
17 września WWE ogłosiło turniej WWE World Cup na Crown Jewel, ośmioosobowy turniej mający na celu determine the best in the world po czterech wrestlerów reprezentującymi Raw i SmackDown, wszyscy ze Stanów Zjednoczonych. 8 października na odcinku Raw, za swoje osiągnięcia w WWE, John Cena został ogłoszony jako pierwszy reprezentant Raw, pomimo bycia "wolnym agentem", statusem kayfabe w WWE, który pozwolił mu pojawiać się w obu brandach. W tym samym odcinku rozpoczęła się dziesięcioosobowy battle royal, w której zwycięzca zostanie dodany do turnieju. Pełniący obowiązki generalnego menadżera Raw, Baron Corbin, wziął udział z dziewięcioma lokalnymi konkurentami, ale został ostatecznie wyeliminowany przez powracającego Kurta Angle’a, przebranego za konkwistadora, dzięki czemu Angle wygrał Battle Royal, aby zakwalifikować się do turnieju. Dwóch kolejnych uczestników zostały rozstrzygnięte 9 października na odcinku SmackDown, gdzie Jeff Hardy i Randy Orton zakwalifikowali się do turnieju, pokonując odpowiednio Samoa Joe i Big Showa. Ostatnie dwa turnieje kwalifikacyjne na Raw zostały rozstrzygnięte 15 października na odcinku Raw, gdzie Seth Rollins i Dolph Ziggler zakwalifikowali się pokonując odpowiednio Drew McIntyre’a i Deana Ambrose’a. Ostatnich dwóch uczestników z SmackDown zostały rozstrzygnięte w specjalnym odcinku SmackDown 1000, w którym The Miz i Rey Mysterio, ten ostatni powracający do WWE na pełen etat, zakwalifikowali się do turnieju pokonując odpowiednio Ruseva i Shinsuke Nakamurę. 29 października na odcinku Raw, pełniący obowiązki generalnego menadżera Raw, Baron Corbin, zastąpił Cenę Bobbym Lashleyem po tym, jak pochwalił pomeczowy atak Lashleya na Finna Bálora. W storyline Corbin zastąpił Cenę, ponieważ technicznie nie zakwalifikował się do turnieju. W rzeczywistości Cena słusznie odmówił udziału z powodu kontrowersji wokół wydarzenia. 30 października na odcinku SmackDown komisarz SmackDown, Shane McMahon, postawił swoim czterem uczestnikom ultimatum: jeśli ich finalista przegra, zostaną wyrzuceni ze SmackDown.
Na SuperShow-Down AJ Styles pokonał Samoa Joe poprzez submission w walce bez wyliczeń i dyskwalifikacji, aby zachować WWE Championship, podczas gdy Daniel Bryan pokonał The Miza, aby zdobyć przyszły WWE Championship match. Po zwycięstwie Bryana, generalna menadżerka SmackDown Paige ogłosiła, że Bryan walkę o tytuł przeciwko Stylesowi na Crown Jewel. Jednak po ostrej wymianie zdań 30 października na odcinku SmackDown, komisarz Shane McMahon ogłosił, że ich walka o mistrzostwo odbędzie się tej nocy, gdzie Styles z powodzeniem zachował tytuł się po tym, jak poddał Bryana Calf Crusher. Chwilę po zakończeniu meczu Joe zaatakował obu, dławiąc każdego ruchem "Coquina Clutch". Rozwścieczony Styles zażądał zmierzenia się z Joe w Crown Jewel z tytułem na szali, a Paige niechętnie uczyniła to oficjalnym. W rzeczywistości Bryan również zgodnie z prawem odmówił współpracy z Crown Jewel z powodu kontrowersji wokół tego wydarzenia, więc WWE przeniosło jego walkę o mistrzostwo na odcinek 30 października na SmackDown.
Na Super Show-Down Triple H pokonał The Undertakera w walce bez dyskwalifikacji. Po walce, Triple H i The Undertaker, wraz z Shawnem Michaelsem i Kane’em, którzy znajdowali się w odpowiednich narożnikach Triple H i The Undertakera, okazywali sobie wzajemny szacunek, dopóki The Undertaker i Kane nie zaatakowali Triple H’a i Michaelsa. Na następnym odcinku Raw, Triple H i Michaels formalnie przechrzcili się na D-Generation X, rzucając wyzwanie The Brothers of Destruction na walkę Tag Teamową na Crown Jewel, co oznaczało pierwszy mecz Michaelsa od czasu, gdy The Undertaker zakończył karierę Michaelsa na WrestleManii XXVI w marcu 2010 roku.
W specjalnym odcinku SmackDown 1000, 16 października, The Bar (Cesaro i Sheamus) pokonali The New Day (reprezentowanego przez Big E i Xaviera Woodsa), zdobywając SmackDown Tag Team Championship, z pomocą ich nowego sojusznika Big Showa. Rewanż o tytuły ustalono na Crown Jewel.
1 listopada ogłoszono, że Shinsuke Nakamura będzie bronił United States Championship przeciwko Rusevowi podczas Crown Jewel pre-show.

## Kontrowersje
Ze względu na ograniczenia panujące w Arabii Saudyjskiej nałożone na kobiety, WWE postanowiło, że żadna kobieta nie będzie występować podczas wydarzenia. Jednak jednym z komentatorów wbrew zasadom była Renee Young. Uważano również, że wydarzenie Evolution, które było przeznaczone tylko dla kobiet ma być kontrapunktem dla Crown Jewel. Wiceprezes WWE Triple H, zaprzeczył tym plotkom i zapewnił, że wydarzenie jest częścią kobiecej rewolucji i kobiety zasługują na to.
Wiele przedsiębiorstw domagało się również odwołania wydarzenie ze względu na tragiczne zabójstwo Dżamala Chaszukdżiego i z wielu innych przyczyn. Angielski komik i komentator polityczny John Oliver również odniósł się do kontrowersji w swoim programie Last Week Tonight, krytykując WWE za to, co uważał za jawną propagandę prosaudyjską.
Pojawiły się również doniesienia, że wielu zapaśników czuło się nieswojo podczas pokazu, jak również wielu wrestlerów nie wzięło udziału w wydarzeniu z powodu kontrowersji.

## Wyniki walk
| Nr                                                                   | Wyniki | Stypulacje                                           | Czas  |
| -------------------------------------------------------------------- | --- | ---------------------------------------------------- | ----- |
| 1P                                                                   | Shinsuke Nakamura (c) pokonał Ruseva                                                                       | Singles match o WWE United States Championship       | 9:30  |
| 2                                                                    | Rey Mysterio pokonał Randy’ego Ortona                                                                      | Ćwierćfinał turnieju WWE World Cup                   | 5:25  |
| 3                                                                    | The Miz pokonał Jeffa Hardy’ego                                                                            | Ćwierćfinał turnieju WWE World Cup                   | 6:58  |
| 4                                                                    | Seth Rollins pokonał Bobby’ego Lashleya (z Lio Rushem)                                                     | Ćwierćfinał turnieju WWE World Cup                   | 5:25  |
| 5                                                                    | Dolph Ziggler (z Drew McIntyre’em) pokonał Kurta Angla                                                     | Ćwierćfinał turnieju WWE World Cup                   | 8:15  |
| 6                                                                    | The Bar (Cesaro i Sheamus) (c) pokonali The New Day (Big E i Kofiego Kingstona) (z Xavier Woodsem)         | Tag Team match o WWE SmackDown Tag Team Championship | 10:32 |
| 7                                                                    | The Miz pokonał Reya Mysterio                                                                              | Półfinał turnieju WWE World Cup                      | 11:10 |
| 8                                                                    | Dolph Ziggler (z Drew McIntyre’em) pokonał Setha Rollinsa                                                  | Półfinał turnieju WWE World Cup                      | 13:05 |
| 9                                                                    | AJ Styles (c) pokonał Samoa Joe                                                                            | Singles match o WWE Championship                     | 11:10 |
| 10                                                                   | Brock Lesnar (z Paulem Heymanem) pokonał Brauna Strowmana                                                  | Singles match o zwakowany WWE Universal Championship | 3:16  |
| 11                                                                   | Shane McMahon pokonał Dolpha Zigglera (z Drew McIntyre’em)                                                 | Finał turnieju WWE World Cup                         | 2:30  |
| 12                                                                   | D-Generation X (Triple H i Shawn Michaels) pokonali The Brothers of Destruction (Kane’a i The Undertakera) | Tag Team match                                       | 27:50 |
| (c) – mistrz/mistrzyni przed walkąP – walka miała miejsce w pre-show | |                                                      |       |

### WWE World Cup
|  | Ćwierćfinały  | Ćwierćfinały  | Ćwierćfinały  |               |               | Półfinały     | Półfinały | Półfinały |  |  | Finał | Finał | Finał |  |
|  |               |               |               |               |               |               |           |           |  |  |       |       |       |  |
|  | Seth Rollins  | Seth Rollins  | 5:25          |               |               |               |           |           |  |  |       |       |       |  |
|  | Seth Rollins  | Seth Rollins  | 5:25          |               |               |               |           |           |  |  |       |       |       |  |
|  | Bobby Lashley | Bobby Lashley | Pin           |               |               |               |           |           |  |  |       |       |       |  |
|  | Bobby Lashley | Bobby Lashley | Pin           |               | Seth Rollins  | Seth Rollins  | Pin       |           |  |  |       |       |       |  |
|  | Raw           |               |               |               | Seth Rollins  | Seth Rollins  | Pin       |           |  |  |       |       |       |  |
|  |               |               | Dolph Ziggler | Dolph Ziggler | 13:05         |               |           |           |  |  |       |       |       |  |
|  | Kurt Angle    | Kurt Angle    | Dolph Ziggler | Dolph Ziggler | 13:05         | Pin           |           |           |  |  |       |       |       |  |
|  | Kurt Angle    | Kurt Angle    |               |               |               |               |           |           |  |  |       |       |       |  |
|  | Dolph Ziggler | Dolph Ziggler | 8:15          |               |               |               |           |           |  |  |       |       |       |  |
|  | Dolph Ziggler | Dolph Ziggler | 8:15          |               | Dolph Ziggler | Dolph Ziggler | Pin       |           |  |  |       |       |       |  |
|  |               |               |               |               |               |               |           |           |  |  |       |       |       |  |
|  |               |               | Shane McMahon | Shane McMahon | 2:29          |               |           |           |  |  |       |       |       |  |
|  | Rey Mysterio  | Rey Mysterio  | Shane McMahon | Shane McMahon | 2:29          | 5:25          |           |           |  |  |       |       |       |  |
|  | Rey Mysterio  | Rey Mysterio  |               |               |               |               |           |           |  |  |       |       |       |  |
|  | Randy Orton   | Randy Orton   | Pin           |               |               |               |           |           |  |  |       |       |       |  |
|  | Randy Orton   | Randy Orton   | Pin           |               | Rey Mysterio  | Rey Mysterio  | Pin       |           |  |  |       |       |       |  |
|  | SmackDown     |               |               |               | Rey Mysterio  | Rey Mysterio  | Pin       |           |  |  |       |       |       |  |
|  |               |               | The Miz       | The Miz       | 11:10         |               |           |           |  |  |       |       |       |  |
|  | Jeff Hardy    | Jeff Hardy    | The Miz       | The Miz       | 11:10         | Pin           |           |           |  |  |       |       |       |  |
|  | Jeff Hardy    | Jeff Hardy    |               |               |               |               |           |           |  |  |       |       |       |  |
|  | The Miz       | The Miz       | 6:58          |               |               |               |           |           |  |  |       |       |       |  |